# Jaciment arqueològic de La Escuera

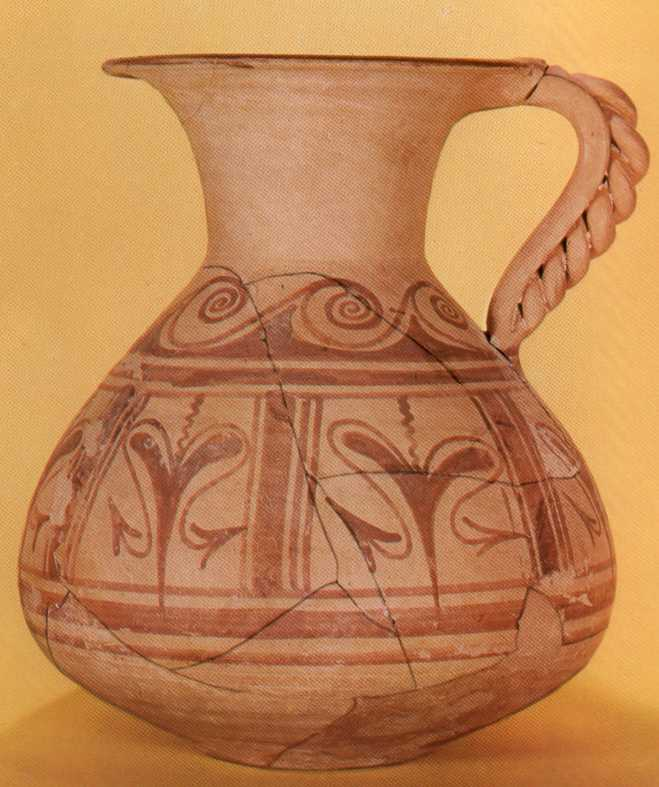
Gerra ibèrica amb decoració vegetal.

El jaciment arqueològic de La Escuera, l'època de la qual correspon a l'ibèric ple (finals del segle V a l'II a. C.), està situat al terme municipal de Sant Fulgenci (Baix Segura, País Valencià), en un vessant del barranc de Las Cueras.
El jaciment té una extensió aproximada de 2,5 Ha i només una mínima part ha sigut excavada. Se situa en un vessant a 7-14 m sobre el nivell del mar, just en la vora del que seria una gran albufera, enfront de Cabezo Lucero i Cabezo Soler en direcció sud.
La superfície del mateix ha sigut notablement modificada per treballs del terreny per al seu aprofitament agrícola i la construcció de sistemes d'irrigació, amb una cisterna en la part més alta. Totes aquestes accions han remogut el terreny i han fet aflorar abundant ceràmica que permet estimar la gran extensió del jaciment. En l'actualitat, és possible observar el que queda de l'excavació realitzada per L. Abad en els anys 80. En el veïnatge, l'edifici excavat per Solveig Nordström en els 60, que va ser interpretat com un temple ibèric, amb alguns murs i restes de fustos. Les prospeccions permeten apreciar que el nivell de les restes arquitectòniques se situa bastant profund.
Entre els materials obtinguts, destaca la ceràmica ibèrica amb decoració geomètrica, ceràmiques de cuina, gerres ibèriques amb decoració vegetal, fragments d'àmfora de tradició púnica i itàlica, i fragments de ceràmica de figures roges i de vernís negre, d'origen grec. Lorenzo Abad proposa que l'abandonament de La Escuera es produiria en les primeres dècades del segle II a. C., i que tindria a veure amb el desenvolupament de la segona Guerra Púnica.